# Луїс Деліс
Луїс Деліс  (ісп. Luis Delís, 6 грудня 1957) — кубинський легкоатлет, олімпійський медаліст.

## Виступи на Олімпіадах
| Олімпіада   | Дисципліна    | Місце |
| ----------- | ------------- | ----- |
| Москва 1980 | метання диска | 3     |